# ZPG-3W

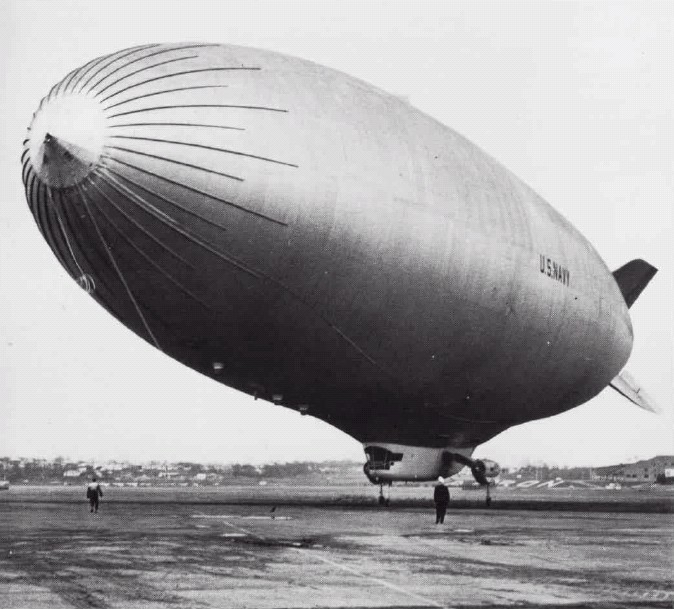
Vzducholoď ZPG-3W

ZPG-3W byl typ neztužené vzducholodě třídy N, používané koncem 50. let 20. století americkým námořnictvem v systému včasné výstrahy. Vzducholodě v počtu 4 kusů vyrobila firma Goodyear Aircraft Company. První vzducholoď byla dodána v červenci 1958.
Jednalo se o největší typ neztužené vzducholodě, který byl kdy postaven a zároveň také o poslední vzducholoď, vyrobenou pro potřeby armády.
Hlavní výbavou této vzducholodi byl radiolokátor s anténou o průměru 12,2 m. Anténa byla umístěna přímo uvnitř nosného balónu a jednalo se o největší parabolickou anténu, umístěnou kdy na létajícím prostředku. Vzducholoď byla plněna, jak bylo u amerických strojů zvykem, héliem.
Jedna z těchto vzducholodí se v červenci 1960 rozpadla ve vzduchu. Neštěstí vedlo k rychlému utlumování americké námořní vzduchoplavby, která byla o rok později zrušena jako samostatná skupina a o další rok později byly deaktivovány všechny vzducholodě. 

## Technické parametry
- Posádka:  obvykle 24 mužů
- Objem:   42 967 m³
- Délka:   123 m
- Šířka:  25,9 m
- Výška:  36 m
- Nosnost:   10 409 kg
- Pohon:   2× Wright R-1820-88 Cyclone, 9válcové, hvězdicové, vzduchem chlazené motory po 1138 kW (1525 hp)
- Maximální rychlost: 145 km/h

Typická operační doba byla 36 hodin bez doplňování paliva, ale mohla se prodloužit i na několik dnů.